# Margareta av Parma
Margareta av Parma, född 5 juli 1522 i Oudenaarde, död 18 januari 1586 i Ortona i Italien, var genom äktenskap hertiginna av Florens och sedan hertiginna Parma och Piacenza. Hon var regent (ståthållare) i Nederländerna 1559–1567 samt 1580–1582.
Margareta var dotter till kejsar Karl V och tjänsteflickan Johanna Maria van der Gheynst. Hon erkändes 1529 av fadern och fick då kalla sig Margareta av Österrike. Hon gifte sig 1536 i Neapel med hertig Alexander de Medici av Florens (död 1537), och 11 april 1538 i Rom med hertig Ottavio Farnese av Parma.

## Barndom
Margaretas mor arbetade som tjänsteflicka på guvernörens slott i Oudenaarde, där kejsaren var gäst i sex veckor 1521. Hon var fosterbarn åt familjen Douvrin i Bryssel, men hennes uppfostran övervakades av Nederländernas regenter Margareta av Österrike och Maria av Ungern, även om hon inte bodde vid deras hov i Mechelen. År 1529 erkändes hon av sin far kejsaren och år 1533 fördes hon till Italien, där hon fostrades av Madame de Lannoy, änka efter den tidigare vicekungen av Neapel, Charles de Lannoy.

## Äktenskap
Margaretas äktenskap arrangerades från 1526 som ett led i faderns önskan att vinna inflytande i Italien, och ett äktenskapsförord undertecknades mellan Karl och påven Clemens VII 1529 med överenskommelsen att hon skulle gifta sig med påvens släkting. Enligt kontraktet skulle äktenskapet inte fullbordas före hennes sextonde födelsedag.
Som änka ville hon gärna gifta om sig med Cosimo De Medici, men eftersom en ny påve då hade installerats, arrangerades i stället ett äktenskap med en medlem av den nye påvens familj. Hon gifte sig motvilligt och visade sig vid bröllopet med sitt följe i sorgkläder, och makarna levde för det mesta separerade. Margareta befann sig i en instabil situation eftersom överhögheten över Parma var omstridd av påven och kejsaren. Först 1556 fastslogs familjen Farneses ägorätt över Parma och Piacenza, och Margaretas son sändes till Madrid för att uppfostras där; fram till hennes död fanns en spansk garnison stationerad i Piacenza.

## Regent
Margareta besökte Nederländerna 1555 för att överlämna sin son till sin bror och 1558 för att närvara vid sin fars begravning. Hon blev år 1559 utnämnd till Spaniens guvernör i Nederländerna av sin bror Filip II av Spanien. Hennes utnämning möttes med opposition från adeln som helst hade velat välja kandidat själv. Margareta regerade med säte i Bryssel. Hon hade svårt att hantera den växande oppositionen mot det allt hårdare spanska styret, eftersom hon inte fick fulla maktbefogenheter utan tvingades rådgöra med Spanien.
Perioden var mycket politiskt instabil med växande konflikter mellan de Nederländska staterna, kungamakten och de kungliga ombuden, och då Filip lämnade Nederländerna 1559 påbjöd han att hon inte fick fatta beslut utan godkännande från ärkebiskopen av Mechelen, Antoine Perrenot de Granvelle. Granvelle var avskydd av adeln, särskilt Egmont och Oranien, som anklagade honom för politisk manipulation. Margareta och Granvelle kom inte överens, men då han 1564 avsatts, hade hon svårt att fylla hans plats, och hennes myndighet underminerades av att Filip krävde att alla hennes handlingar först skulle godkännas av honom, trots att det kunde ta månader att få fram ett meddelande mellan Nederländerna och Spanien.
Det fanns vid denna tid en fruktan för att Inkvisitionen skulle införas i Nederländerna från Spanien, uppmuntrat av Filips religiösa intolerans mot protestanterna. År 1565 utfärdade Filip ett påbud som tycktes bekräfta detta. Samma år utspelade sig bröllopet mellan Alessandro Farnese och prinsessan Maria av Aviz vid Margaretas hov i Bryssel. Vid detta tillfälle var en stor del av adeln i Nederländerna närvarande, vilken passade på att bilda en allians som skulle motarbeta Filips påbud. Den 5 april 1565 fick Margareta ta emot en delegation med klagomål över det religiösa förtrycket, och hon avgav då ett löfte om att förtrycket skulle upphöra, möjligen för att hon inte hade tillgång till några trupper. Under 1566 inträffade en våg av ikonoklastiska upplopp över hela Nederländerna, och kyrkor och kloster förstördes och plundrades.
Våren 1567 hade Margareta lyckats återställa lugnet, men samma år sände Filip hertigen av Alba med en armé till Nederländerna. Hon varnade direkt för att Albas brutala metoder skulle åstadkomma en katastrof, och då han medförde en så stark fullmakt från Filip att han fullständigt underminerade hennes ställning avgick hon till hans förmån.

## Senare liv
Margareta återvände till Italien och bosatte sig i L'Aquila, utnämndes till guvernör i Abruzzi och agerade rådgivare till sin son och Johan av Österrike och fosterförälder åt Johans dotter.
År 1577 föreslog Filip att Margareta och Granville skulle återta sina tidigare positioner i Nederländerna: Margareta tackade ja, men Granville avböjde förslaget. 1578 avled Nederländernas dåvarande guvernör Johan av Österrike och utsåg på sin dödsbädd Margaretas son till regent.
Filip utsåg 1580 Margareta och hennes son till samregenter med tanken att de skulle balansera varandra. Hon ska ha tackat ja eftersom hon ville få Filip att utrymma den spanska garnisonen i Piacenza. De kunde dock inte samarbeta och Margareta tvingades 1582 dra sig tillbaka till Namur. Hon fick 1583 av Filip tillåtelse att återvända till Italien.
Margareta har beskrivits som stel, stolt, arrogant och obeslutsam, med en stark lojalitet mot sin son och dynastin Habsburg, men synen på henne har i Nederländerna varit ambivalent. Hon var bildad och kunde tala flera språk, men föredrog italienska.